# 崇德可汗
崇德可汗（？—824年），𨁂跌氏，是回鹘汗国的第十任可汗，保義可汗之子。
821年，保義可汗死，他继立为登里啰羽录没蜜施句主禄毗伽可汗，唐朝册封他为崇德可汗。崇德可汗遣使伊难珠、句录等携巨额聘礼向唐朝请求和亲，唐穆宗将十七妹太和公主嫁给了崇德可汗，册为仁孝端丽明智上寿可敦。在汗庭设盛典迎太和公主，封为可敦。不久派将领率军三千助唐朝平河北三镇乱事，发万骑出北庭、万骑出安西，伐吐蕃。次年，被吐蕃所败，回鹘汗国势趋衰微。824年，崇德可汗死，其弟昭禮可汗继立。。